# Mont-d’Origny
Mont-d’Origny település Franciaországban, Aisne megyében. Lakosainak száma 832 fő (2022. január 1.). Mont-d’Origny Bernot, Hauteville, Macquigny, Neuvillette és Origny-Sainte-Benoite községekkel határos.

## Népesség
A település népességének változása:
| Lakosok száma | 881  | 780  | 957  | 891  | 885  | 881  | 847  | 831  | 827  | 832  |
|               | 1968 | 1982 | 1990 | 2006 | 2013 | 2015 | 2017 | 2019 | 2020 | 2022 |